# Arrondissement (Paris)
Als Arrondissement [a.ʁɔ̃.dis.mɑ̃] der französischen Hauptstadt Paris werden 20 Stadtbezirke bezeichnet, in welche die Stadt seit 1860 untergliedert ist. Es handelt sich um  Arrondissements municipaux (deutsch Stadtbezirke; Arrondissement wörtlich: ‚Rundung, Abrundung‘).

## Schreibweise
Die französische Schreibweise der Nummerierungen folgt dem Schema mit Ordinalzeichen. So erfolgt die Schreibweise der Ordinalzahl 1 für das 1. Arrondissement mit einem hochgestellten „er“ (1er), der Ordinalzahl 2 und den Folgezahlen mit einem hochgestellten „e“ (2e) für das 2. Arrondissement usw. Auch die Schreibweise mit römischen Zahlen ist gängig (z. B. Ier, VIIe, XVIe).
Auf Straßenschildern wird die Schreibweise des Wortes Arrondissement mit der Abkürzung Arrt angegeben, hierbei wird der Buchstabe t hochgestellt und unterstrichen (Beispiel: 6e Arrt).

## Verwaltungsstruktur
Die Arrondissements sind, oft verkürzt mit römischen Ziffern benannt, von 1 bis 20 durchnummeriert. Die Nummernabfolge beginnt auf dem rechten Seine-Ufer im Zentrum und wird spiralförmig nach außen weitergeführt. Die Spirale beginnt mit vier Arrondissements im historischen Stadtkern, der Gegend um den Louvre, das Palais Royal und das Forum des Halles, und endet nach zweieinhalb im Uhrzeigersinn verlaufenden Drehungen im Osten der Stadt. Die spiralförmige Anordnung der Arrondissements wird im Volksmund dementsprechend l’escargot de Paris (die Pariser Schnecke oder Pariser Schneckenhaus) genannt.

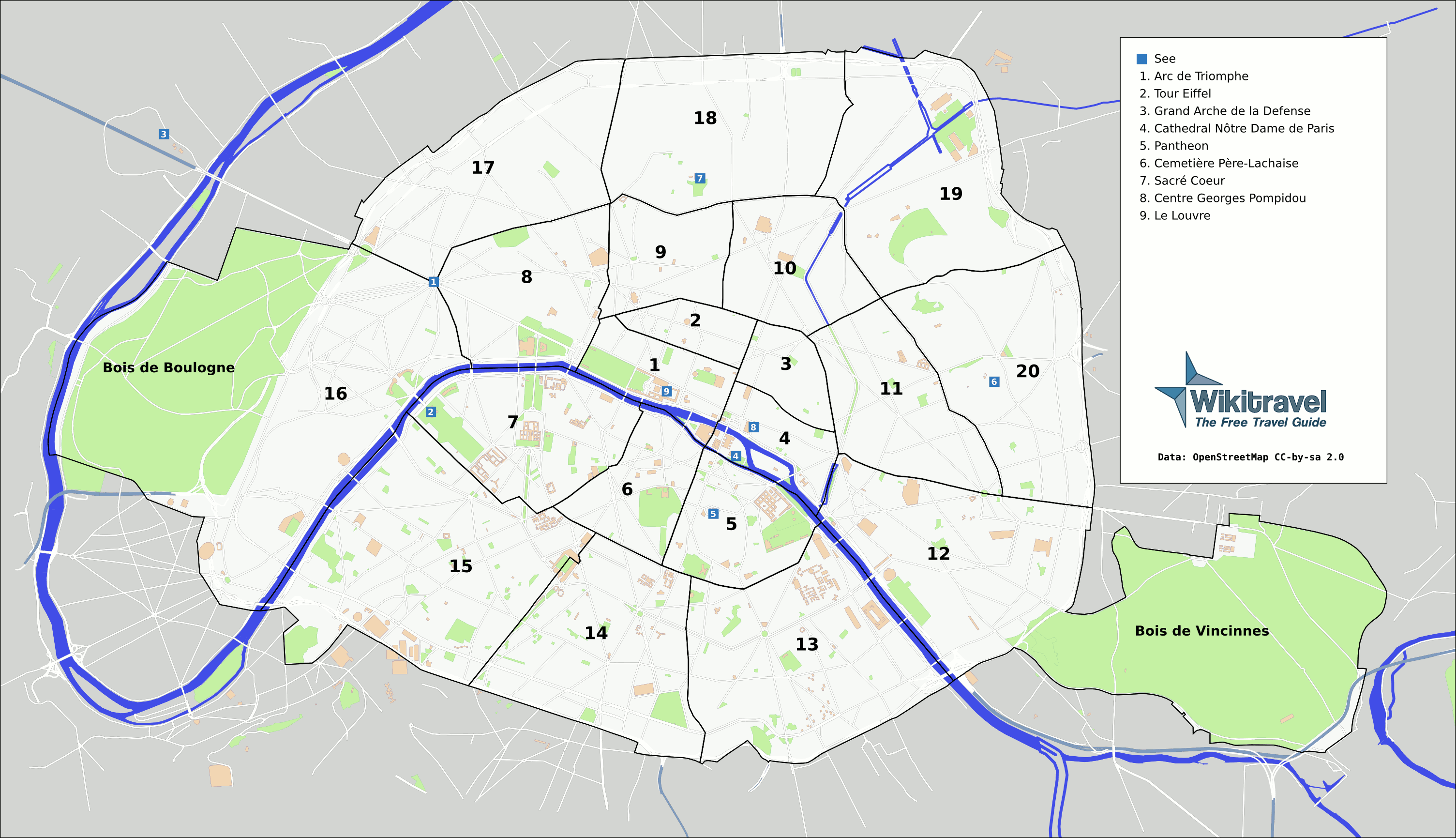
Arrondissements von Paris mit markanten Punkten der Stadt

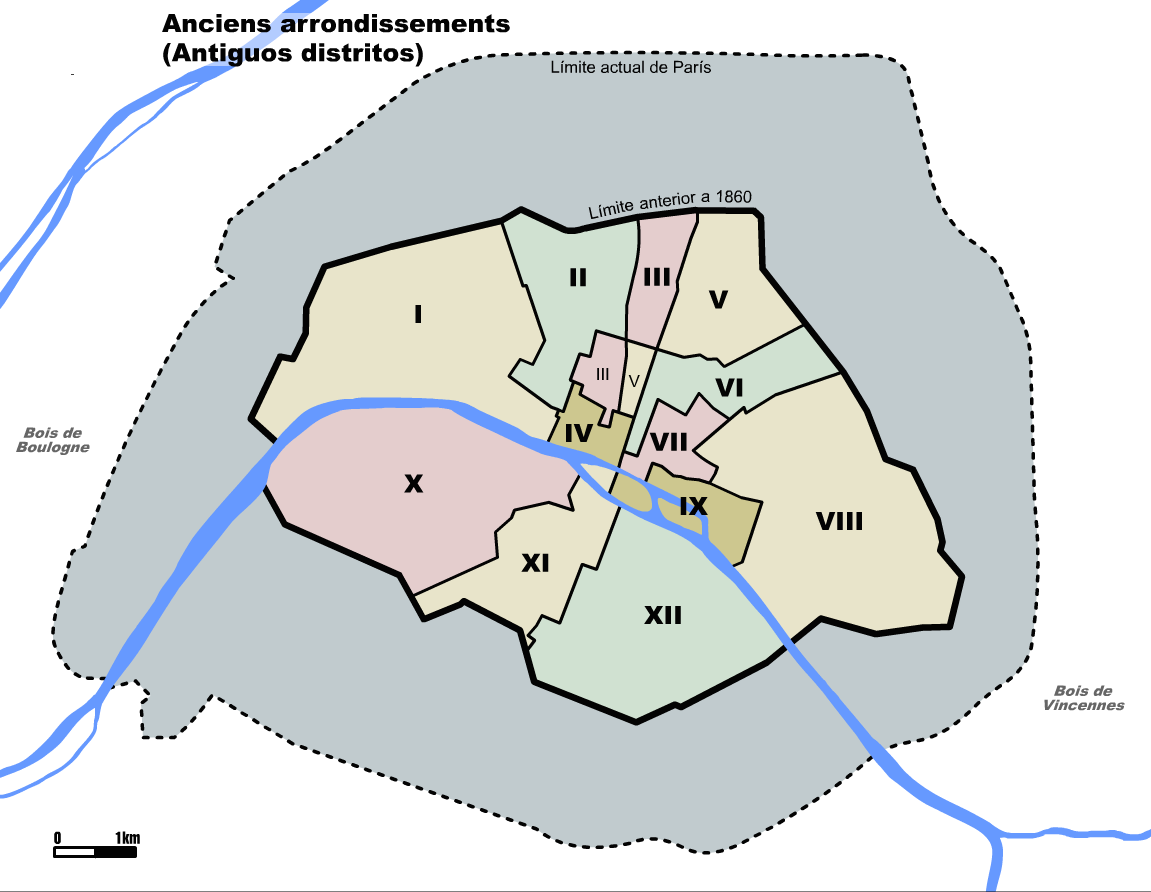
Aufteilung bis 1860 mit heutigem Umriss

Jedem Arrondissement steht ein Bürgermeister (Maire d’Arrondissement) vor, der im Bürgermeisteramt seines Bezirkes residiert.
Jedes Arrondissement besteht seinerseits aus vier Quartiers (Vierteln), die insgesamt von 1 bis 80 durchnummeriert sind: Die Quartiers 1 bis 4 gehören zum 1. Arrondissement, die Quartiers 5 bis 8 zum 2. Arrondissement und so fort.
Die vier zentralen Arrondissements, die die kleinsten Flächen und – infolge einer starken Bevölkerungsabnahme im Verlauf des 20. Jahrhunderts – auch die geringsten Einwohnerzahlen aufweisen, wurden infolge eines Gesetzes von 2017 zu einem secteur (Sektor) namens Paris Centre zusammengelegt. Dieser übernahm ab der Kommunalwahl 2020 die Verwaltungsfunktionen der bisherigen Arrondissements 1 bis 4. Somit gibt es verwaltungstechnisch nur noch 17 Stadtbezirke.

## Geschichte, aktuelle Struktur und Zukunftspläne
Die Aufteilung in 20 Arrondissements besteht seit 1860. Anlass war die Erweiterung der Stadt Paris, in deren Zug eine Reihe selbständiger Orte (oder Teile davon) in die Stadt eingemeindet wurden. Vorläufer der aktuellen Aufteilung war die aus dem Jahr 1793. Diese beinhaltete lediglich 12 Arrondissements und orientierte sich räumlich an der Mauer der Generalpächter aus den Jahren 1785–1788. Zugunsten der neuen, mehr als das Doppelte an Fläche veranschlagenden Stadtgliederung wurden diese aufgeteilt und teils zu neuen Verwaltungseinheiten neu zusammenarrangiert. Die neue Stadtgliederung orientierte sich an der bislang letzten Pariser Stadtmauer: der Thiersschen Stadtbefestigung aus den Jahren 1840–1844, deren Verlauf ungefähr dem inneren, dem Boulevard périphérique vorgelagerten Straßenring Boulevards des Maréchaux entspricht.
Die schneckenhausförmige Anordnung der aktuell 20 Bezirke beinhaltet 14 Arrondissements auf dem rechten Seine-Ufer (Rive Droite) und 6 auf dem linken (Rive Gauche). Neun der insgesamt 20 Stadtbezirke liegen an der Stadtgrenze und grenzen somit an benachbarte Gemeinden oder Städte. Elf liegen im Stadtinneren und grenzen entsprechend lediglich an andere Arrondissements. Jeweils fünf Stadtbezirke auf dem rechten sowie dem linken Ufer liegen an der Seine; das 12. mit dem angegliederten Stadtwald Bois de Vincennes ragt in seiner südöstlichen Auswölbung fast bis an den Unterlauf der Marne. Achtzehn Arrondissements liegen innerhalb des Périphérique – der großen Ringautobahn, welche die Grenze der Stadt markiert. Zwei – das 12. und das 16. Arrondissement (Reully und Passy) – beinhalten zusätzlich die jenseits des Périphérique gelegenen Stadtwälder Bois de Vincennes und Bois de Boulogne. Beide wurden erst im Jahr 1929 eingemeindet und im Zug dieser Eingemeindung bereits bestehenden Arrondissements zugeschlagen.
Eine Ausweitung der Stadt und damit verbunden auch eine Vergrößerung der bestehenden Arrondissement-Anzahl wurde im 20. Jahrhundert immer wieder erörtert. Nächstgrößere Einheit ist aktuell die Metropolregion Paris – deckungsgleich mit der Region Île-de-France. Debatten, die Grenzen der Stadt auf Bereiche der heutigen Banlieue auszudehnen und weitere Städte und Ortschaften einzugemeinden, verliefen bisher im Sande. Gründe: politische und kulturelle Widerstände sowohl seitens der Banlieue-Gemeinden als auch seitens der Pariser Stadtregierungen. Als baulich schwer zu überwindende Hürde angesehen wurde insbesondere die um die Stadt herumführende Ringautobahn – der Boulevard périphérique. Konkrete Schritte in die Wege geleitet wurden 2016 hingegen bezüglich dem Konzept einer Métropole du Grand Paris – eine Art Planregion, die Paris sowie 131 umliegende Gemeinden umfasst. Im Wesentlichen beinhaltet das Konzept drei planerische Vorhaben: eine bessere Verkehrsanbindung der Banlieue, eine institutionell gestraffte Verwaltung der Gesamtregion und die gezielte Förderung dreier Peripheriezentren, die wirtschaftliches Zukunftspotenzial aufweisen.

## Flächen und Einwohnerzahlen der Arrondissements
| Nr.    | Wappen                                   | Name                | Fläche (Hektar) | Einwohnerzahl                      | Einwohnerzahl                      | Einwohnerzahl                      | Einwohnerzahl                      | Bevölkerungsdichte je km²          | Bevölkerungsdichte je km²          | Bevölkerungsdichte je km²          | Bevölkerungsdichte je km²          |
| Nr.    | Wappen                                   | Name                | Fläche (Hektar) | 1872                               | 1954                               | 1999                               | 1. Januar 2022                     | 1872                               | 1954                               | 1999                               | 1. Januar 2022                     |
| ------ | ---------------------------------------- | ------------------- | --------------- | ---------------------------------- | ---------------------------------- | ---------------------------------- | ---------------------------------- | ---------------------------------- | ---------------------------------- | ---------------------------------- | ---------------------------------- |
| I.     | Wappen des 1. Arrondissements von Paris  | Louvre              | 183             | 74.286                             | 38.926                             | 16.888                             | 15.475                             | 40.593                             | 21.271                             | 9.228                              | 8456                               |
| II.    | Wappen des 2. Arrondissements von Paris  | Bourse              | 99              | 73.578                             | 43.857                             | 19.585                             | 20.433                             | 74.321                             | 44.300                             | 19.783                             | 20.639                             |
| III.   | Wappen des 3. Arrondissements von Paris  | Temple              | 117             | 89.687                             | 65.312                             | 34.248                             | 32.772                             | 76.656                             | 55.822                             | 29.272                             | 28.010                             |
| IV.    | Wappen des 4. Arrondissements von Paris  | Hôtel de Ville      | 160             | 95.003                             | 66.621                             | 30.675                             | 28.039                             | 59.377                             | 41.638                             | 19.172                             | 17.524                             |
| V.     | Wappen des 5. Arrondissements von Paris  | Panthéon            | 254             | 96.689                             | 106.443                            | 58.849                             | 55.925                             | 38.067                             | 41.907                             | 23.169                             | 22.018                             |
| VI.    | Wappen des 6. Arrondissements von Paris  | Luxembourg          | 215             | 90.288                             | 88.200                             | 44.919                             | 40.432                             | 41.994                             | 41.023                             | 20.893                             | 18.806                             |
| VII.   | Wappen des 7. Arrondissements von Paris  | Palais-Bourbon      | 409             | 78.553                             | 104.412                            | 56.985                             | 48.196                             | 19.206                             | 25.529                             | 13.933                             | 11.784                             |
| VIII.  | Wappen des 8. Arrondissements von Paris  | Élysée              | 388             | 75.796                             | 80.827                             | 39.314                             | 35.418                             | 19.535                             | 20.832                             | 10.132                             | 9128                               |
| IX.    | Wappen des 9. Arrondissements von Paris  | Opéra               | 218             | 103.767                            | 102.287                            | 55.838                             | 58.419                             | 47.600                             | 46.921                             | 25.614                             | 26.798                             |
| X.     | Wappen des 10. Arrondissements von Paris | Entrepôt            | 289             | 135.392                            | 129.179                            | 89.612                             | 81.926                             | 46.848                             | 44.699                             | 31.008                             | 28.348                             |
| XI.    | Wappen des 11. Arrondissements von Paris | Popincourt          | 367             | 167.393                            | 200.440                            | 149.102                            | 139.983                            | 45.611                             | 54.616                             | 40.627                             | 38.143                             |
| XII.   | Wappen des 12. Arrondissements von Paris | Reuilly             | 637             | 87.678                             | 158.437                            | 136.591                            | 139.788                            | 13.764                             | 24.872                             | 21.443                             | 21.945                             |
| XIII.  | Wappen des 13. Arrondissements von Paris | Gobelins            | 715             | 69.431                             | 165.620                            | 171.533                            | 177.735                            | 9.711                              | 23.164                             | 23.991                             | 24.858                             |
| XIV.   | Wappen des 14. Arrondissements von Paris | Observatoire        | 564             | 69.611                             | 181.414                            | 132.844                            | 137.581                            | 12.342                             | 32.166                             | 23.554                             | 24.394                             |
| XV.    | Wappen des 15. Arrondissements von Paris | Vaugirard           | 848             | 75.449                             | 250.124                            | 225.362                            | 228.754                            | 8.897                              | 29.496                             | 26.576                             | 26.976                             |
| XVI.   | Wappen des 16. Arrondissements von Paris | Passy               | 791             | 43.332                             | 214.042                            | 161.773                            | 159.733                            | 5.478                              | 27.060                             | 20.452                             | 20.194                             |
| XVII.  | Wappen des 17. Arrondissements von Paris | Batignolles-Monceau | 567             | 101.804                            | 231.987                            | 160.860                            | 161.206                            | 17.955                             | 40.915                             | 28.370                             | 28.431                             |
| XVIII. | Wappen des 18. Arrondissements von Paris | Buttes-Montmartre   | 601             | 138.109                            | 266.825                            | 184.586                            | 185.825                            | 22.980                             | 44.397                             | 30.713                             | 30.919                             |
| XIX.   | Wappen des 19. Arrondissements von Paris | Buttes-Chaumont     | 679             | 93.174                             | 155.028                            | 172.730                            | 178.371                            | 13.722                             | 22.832                             | 25.439                             | 26.270                             |
| XX.    | Wappen des 20. Arrondissements von Paris | Ménilmontant        | 598             | 92.772                             | 200.208                            | 182.952                            | 187.694                            | 15.514                             | 33.480                             | 30.594                             | 31.387                             |
|        |                                          | intra muros 1       | 8.699           | 1.851.792                          | 2.850.189                          | 2.125.246                          | 2.113.705                          | 21.287                             | 32.765                             | 24.431                             | 25.010                             |
|        |                                          | Bois de Boulogne    | 846             | (zum XVI. Arrondissement, Passy)   | (zum XVI. Arrondissement, Passy)   | (zum XVI. Arrondissement, Passy)   | (zum XVI. Arrondissement, Passy)   | (zum XVI. Arrondissement, Passy)   | (zum XVI. Arrondissement, Passy)   | (zum XVI. Arrondissement, Passy)   | (zum XVI. Arrondissement, Passy)   |
|        |                                          | Bois de Vincennes   | 995             | (zum XII. Arrondissement, Reuilly) | (zum XII. Arrondissement, Reuilly) | (zum XII. Arrondissement, Reuilly) | (zum XII. Arrondissement, Reuilly) | (zum XII. Arrondissement, Reuilly) | (zum XII. Arrondissement, Reuilly) | (zum XII. Arrondissement, Reuilly) | (zum XII. Arrondissement, Reuilly) |
|        | Großes Wappen der Stadt Paris            | Paris (Gesamt) 2    | 10.540          | 1.851.792                          | 2.850.189                          | 2.125.246                          | 2.113.705                          | 17.569                             | 27.042                             | 20.164                             | 20.054                             |

## Logos der Bürgermeisterämter(mairie) von Paris
Alle 20 Bürgermeisterämter (mairie) der Pariser Arrondissements führen jeweils ein Logo.

Logos der Bürgermeisterämter (mairie) der Arrondissements von Paris (Auswahl)
Paris Centre (Arrondissements I, II, III und IV)
V. Arrondissement
VI. Arrondissement
VII. Arrondissement
VIII. Arrondissement
IX. Arrondissement
X. Arrondissement
XI. Arrondissement
XII. Arrondissement
XIII. Arrondissement
XIV. Arrondissement
XV. Arrondissement
XVI. Arrondissement
XVII. Arrondissement
XVIII. Arrondissement
XIX. Arrondissement
XX. Arrondissement

## Trivia
Die noch häufig anzutreffende Anekdote, der französische Anatom und Chirurg Claude Couinaud habe sich bei der Nummerierung der Lebersegmente an der spiralförmigen Nummerierung der Pariser Arrondissements orientiert, ist mittlerweile als moderne Sage entlarvt worden.